# 講道学舎
講道学舎（こうどうがくしゃ）は、東京都世田谷区にあった柔道の私塾。1975年（昭和50年）2月3日にダイニッカ株式会社代表取締役社長の横地治男が創立し、ダイニッカ株式会社がメセナ活動として運営したが、2015年3月に閉塾した。

## 概要
所在地は東京都世田谷区駒沢3-27-9。
これまで古賀稔彦（6期生）、吉田秀彦（8期生）、瀧本誠（13期生）、大野将平（30期生）と4名のオリンピック金メダリストおよび6名の世界柔道選手権優勝者を輩出した。
日本全国から将来有望な柔道の「中学1年から高校3年の金の卵」が入門するエリート養成私塾である。男子塾生は全員、世田谷区立弦巻中学校から私立世田谷学園高等学校に通学しながら柔道を学んだ。2008年（平成20年）の入塾生から、通学先を日本学園中学校・高等学校に変更した。かつて木村政彦も指導した。
講道学舎で師範を務めた横地の娘婿で女子柔道北田典子の父親がオノ・ヨーコの弟と親交があった縁で、1977年にジョン・レノンと配偶者のオノ・ヨーコが来訪した。

施設建物は2019年3月に解体され、跡地はマンションが建つ。

## 主な出身者
- 2期生 - 松雪博
- 3期生 - 持田治也
- 4期生 - 持田達人、古賀元博
- 5期生 - 持田典子
- 6期生 - 古賀稔彦
- 7期生 - 石田輝也
- 8期生 - 吉田秀彦
- 9期生 - 秀島大介
- 10期生 - 松本昌広、阿武貴宏
- 11期生 - 田辺勝、鉄谷竜三
- 13期生 - 瀧本誠、吉田善行、小斎武志、大山峻護
- 14期生 - 小嶋新太
- 18期生 - 竹下忠良
- 19期生 - 棟田康幸、小野卓志、矢嵜雄大、宮園泰人（この顔触れのうち棟田以外は中途退塾した）
- 21期生 - 泉浩
- 22期生 - 澤田敦士
- 23期生 - 海老沼聖
- 28期生 - 海老沼匡
- 30期生 - 大野将平
- 33期生 - 橋口祐葵、西山祐貴
- 34期生 - 向翔一郎